# Himertosoma rufum
Himertosoma rufum är en stekelart som först beskrevs av Gyöö Viktor Szépligeti 1908.  Himertosoma rufum ingår i släktet Himertosoma och familjen brokparasitsteklar. Inga underarter finns listade i Catalogue of Life.